# Liste der Orte in der kreisfreien Stadt Ansbach
Die Liste der Orte in der kreisfreien Stadt Ansbach listet die Gemeindeteile (Hauptorte, Kirchdörfer, Pfarrdörfer, Dörfer, Weiler und Einöden) in der kreisfreien Stadt Ansbach auf.

## Systematische Liste
Die kreisfreie Stadt Ansbach mit 54 Gemeindeteilen:
- Hauptort Ansbach
- Pfarrdörfer Brodswinden, Elpersdorf b.Ansbach, Eyb, Meinhardswinden und Schalkhausen
- Dörfer Bernhardswinden, Claffheim, Dautenwinden, Deßmannsdorf, Dombach i.Loch, Dornberg, Egloffswinden, Galgenmühle, Geisengrund, Gösseldorf, Hennenbach, Höfen, Höfstetten, Käferbach, Kaltengreuth, Kammerforst, Katterbach, Kurzendorf, Mittelbach, Neudorf, Neuses b.Ansbach, Oberdombach, Obereichenbach, Pfaffengreuth, Steinersdorf, Strüth, Untereichenbach, Wallersdorf, Wasserzell, Wengenstadt, Windmühle, Winterschneidbach, Wolfartswinden und Wüstenbruck
- Weiler Hohe Fichte und Liegenbach
- Einöden Aumühle, Fischhaus, Hammerschmiede, Höllmühle, Louismühle, Rabenhof, Scheermühle, Schockenmühle, Walkmühle, Weinberg und Windmühle
- Altenheim Heimweg

## Alphabetische Liste
In Fettschrift erscheinen die Orte, die namengebend für die Gemeinde sind.

### A
- Ansbach
- Aumühle

### B
- Bernhardswinden
- Brodswinden

### C
- Claffheim

### D
- Dautenwinden
- Deßmannsdorf
- Dombach i.Loch
- Dornberg

### E
- Egloffswinden
- Elpersdorf b.Ansbach
- Eyb

### F
- Fischhaus

### G
- Galgenmühle
- Geisengrund
- Gösseldorf

### H
- Hammerschmiede
- Heimweg
- Hennenbach
- Höfen
- Höfstetten
- Hohe Fichte
- Höllmühle

### K
- Käferbach
- Kaltengreuth
- Kammerforst
- Katterbach
- Kurzendorf

### L
- Liegenbach
- Louismühle

### M
- Meinhardswinden
- Mittelbach

### N
- Neudorf
- Neuses b.Ansbach

### O
- Oberdombach
- Obereichenbach

### P
- Pfaffengreuth
- Rabenhof

### S
- Schalkhausen
- Scheermühle
- Schockenmühle
- Steinersdorf
- Strüth

### U
- Untereichenbach

### W
- Walkmühle
- Wallersdorf
- Wasserzell
- Weinberg
- Wengenstadt
- Windmühle
- Windmühle
- Winterschneidbach
- Wolfartswinden
- Wüstenbruck

| ↑ Zurück zum Inhaltsverzeichnis |